# Пьер II де Бурбон
Пьер II (фр. Pierre II de Bourbon, 1 декабря 1438 — 10 октября 1503, Мулен) — герцог де Бурбон с 1488 года, герцог Оверни, граф Ла Марша, граф де Клермон-ан-Бовези, де Л’Иль-Журден, де Форе и де Жьен, виконт де Туар, сеньор де Божё, князь Домба, регент Франции, пятый, самый младший сын бурбонского герцога Карла I и Агнессы Бургундской. Он совместно со своей супругой, Анной Французской, являлся регентом Франции (1483—1491 годы) в период малолетства Карла VIII, доводившегося ей родным братом.
Изначально носивший титул сеньора де Божё, позже, в 1472 году, он получил от французского короля часть владений Арманьяков (графство де Ла Марш, виконтства Карла и Мюра), затем, после смерти двух своих братьев стал во главе дома Бурбонов и получил титул герцога Бурбонского и Овернского, графа де Клермон, де Форе и де Жьен, а также суверена княжества Домб. Наряду с этим, Пьер II занимал пост Главного казначея Франции, пост губернатора провинции Лангедок, а также был одним из главных советников королей Франции.

## Младший сын на королевской службе
Пьер был пятым сыном Бурбонского герцога Карла I и Агнессы Бургундской. Его близкие родственные связи с герцогами Бургундии стали причиной того, что поначалу он примкнул к лагерю противников монархии, и принимал участие в деятельности Лиги общественного блага. Однако, король Франции Людовик XI смог отдалить его от партии принцев и женить Пьера на своей дочери Анне Французской. Хотя изначально Пьер был уже помолвлен с Марией Орлеанской, сестрой герцога Орлеанского и будущего короля Людовика XII. Людовик XI стремился предотвратить намечавшийся альянс между двумя крупнейшими феодальными домами Франции, разорвал помолвку и приблизил к короне представителей обоих семейств, женив их на своих дочерях. Демонстрируя своё благоволение, король вынудил старшего брата Пьера, Бурбонского герцога Жана II, передать первому феод Божё, а также пожаловал Пьеру место в королевском совете.
Будучи лояльным и умелым подданным короны, Пьер смог добиться невольного расположения короля Людовика XI, демонстрируя покорность и смиренность семейства Бурбонов. Пьер сражался на стороне короля в 1472 году в Гиени с графом д’Арманьяк Жаном V. После этого король Людовик XI доверил Пьеру борьбу с Жаком д’Арманьяк, герцогом Немура и графом де Ла Марш, и передал в качестве вознаграждения Пьеру графство де Ла Марш. В это же время Пьер де Божё стал одним из главных советников короля. Примечательно, что именно он был назначен генерал-лейтенантом Французского королевства (временным заместителем короля) в 1482 году, когда тяжело болевший Людовик XI отправился в паломничество в монастырь святого Клода во Франш-Конте.

## Герцог де Бурбон
В 1488 году умер старший брат Пьера, Бурбонский герцог Жан II Добрый. Герцогство Бурбон наследовал другой брат Пьера, кардинал и архиепископ Лиона Карл, который, однако, скончался в том же 1488 году. После этого Пьер стал герцогом Бурбонским, Овернским и др. Таким образом он существенно расширил свою власть над землями, охватывающими большую часть Центрального массива. На своих землях Пьер вскоре начал проведение административных реформ. Несмотря на свои обязанности при королевском дворе Франции (в этот период он вместе со своей супругой были регентами Франции), он отказывался отлучаться из своих владений на длительное время и управлял королевством, находясь в столице Бурбонов, городе Мулене.
На протяжении всей жизни Пьер, как и его жена, был деятельным меценатом. К примеру, он покровительствовал знаменитому Муленскому мастеру (фламандскому художнику, работавшему при дворе герцога; вероятно им был Жан Эй). Он активно способствовал перестройке некоторых замков в бурбонских землях, в числе которых замок в Эгперсе или в самом Мулене.

## Советник короля
После смерти короля Людовика XI, супруга Пьера, Анна Французская совместно с Пьером стала регентом французского королевства на период малолетства её брата и нового короля Франции Карла VIII. Такова была предсмертная воля Людовика XI, поскольку Пьер к моменту смерти короля являлся одним из немногих подданных, неизменно находившимся в фаворе Людовика XI. Вплоть до достижения совершеннолетия королём, Пьер управлял королевством находясь на бурбонских землях, предпочитая контролировать собственный двор, вместо того, чтобы играть второстепенную роль при дворе французском.
К 1491 году влияние Бурбонов на короля пошло на убыль. Карл VIII стал взрослым и всё чаще отклонял рекомендации своих родственников. Король пошёл наперекор их советам в вопросе своей женитьбы. Также Анне и Пьеру не удалось отговорить Карла VIII от губительного военного похода, связанного с борьбой за Неаполитанское королевство, хотя при этом Пьер оставался полноправным генерал-губернатором французского королевства в периоды отсутствия короля. Пьер и его супруга оставались главными фигурами королевского двора до окончания правления Карла VIII, но их влияние постепенно уменьшалось. После смерти Карла VIII в 1498 году и прихода к власти Людовика XII (бывшего ранее соперником Анны и Пьера, герцогом Орлеанским), Пьер отошёл от политических дел королевского двора и посвятил оставшиеся 5 лет жизни своей семье, уделяя особенно большое внимание своей дочери, и единственной наследнице, Сюзанне.
В начале августа 1503 года, встретив вместе со своей супругой Анной короля Людовика XII в бургундском Маконе, Пьер II де Бурбон слёг с лихорадкой. Спустя два месяца, 06 октября, Анна помогла своему супругу составить завещание. 10 октября Пьер II де Бурбон скончался в Мулене в герцогском дворце Бурбонов. Его сердце было передано в Муленский собор Благовещения, а останки были захоронены в новой часовне клюнийского приорства в Сувиньи, где позже также будут погребены дочь и супруга Пьера II. Церемония погребения была очень роскошной и частично походила на королевскую погребальную церемонию, что свидетельствует о влиятельности Бурбонских герцогов.

## Дети и наследство
В ноябре 1473 года в Монришаре неподалёку от Блуа, 34-летний Пьер де Божё взял в жёны 12-летнюю Анну Французскую (1461—1522), дочь короля Франции Людовика XI и Шарлотты Савойской. В этом браке родились:
- Шарль, граф де Клермон (1476—1498)
- Сюзанна (1491—1521), впоследствии супруга Карла III де Бурбон (1490—1527)

Единственный сын Пьера II, Шарль, граф Клермона (1476—1498), скончался в возрасте 22 лет не женившись, поэтому очередность наследования Бурбонских земель перешла к Сюзанне. В вопросе будущего для земель Бурбонов и лично Сюзанны, в последние годы жизни Пьера возникла размолвка между ним и его женой Анной. Учитывая, что Карл VIII скончался, и на троне был более предусмотрительный Людовик XII, Сюзанне требовался супруг для поддержки её прав наследования, которые с большой вероятностью стали бы оспариваться французской короной и домом Монпансье. Поначалу герцог и герцогиня рассматривали в качестве приёмного сына следующего наследника Бурбонов, графа Монпансье Людовика II; однако тот смертельно оскорбил Пьера II признав негодными жалованные грамоты Людовика XII, подтверждавшие права наследования Сюзанны. Эти грамоты Бурбонам удалось получить от короля Людовика XII только ценой своей поддержки восхождения на трон последнего.
После этого конфликта Пьер решил обручить Сюзанну с герцогом Алансонским Карлом IV, фаворитом короля Людовика XII, который с большой долей вероятности защитил бы герцогство от королевских притязаний и от надежд Монпансье. Брачное соглашение было подписано в Мулене 21 марта 1501 года. Карлу исполнилось 11 лет, Сюзанне — 9 лет. Однако герцог Пьер II де Бурбон скончался ещё до женитьбы по этому договору. Годом ранее также скончался и граф Монпансье Людовик II. В этой непростой ситуации Анна подготовила для дочери брак со следующим наследников Бурбонов, Карлом Бурбоном-Монпансье. Молодая пара наследовала совместно и удалось избежать дискуссии о наследии Бурбонов.